# ザ・クーパー・テンプル・クロース
クーパー・テンプル・クロース (The Cooper Temple Clause) は、イギリス・レディング出身のロックバンド。1999年、結成。2007年4月、解散。略称、TCTC。

## 概要
1999年、同じ学校に通っていたメンバー6人で結成。
2001年にデビューEP盤『The Hardware EP』を発表する。これが僅か1000枚しかリリースされなかったにもかかわらず、各方面から絶賛を浴び、翌年に1stアルバム『シー・ディス・スルー・アンド・リーヴ』をリリースした。
大胆で攻撃的なギターとボーカルとキーボード等を使った電子的なサウンドを取り入れているのが特徴。
メイン・ボーカルはベネディクトだが、他のメンバーもボーカルを取ることが多く、またドラムのジョン以外のメンバーは全員マルチプレイヤー。特にベースは全員が演奏可能という事もあり、オーソドックスなロックバンドというよりはレディオヘッドのような音楽制作集団という形態に近いといえる。
2007年4月、ダニエルの脱退により、バンドは解散を表明。

## メンバー
- ベネディクト・ゴートレー（Ben Gautrey）：リードボーカル、ギター、ベース、キーボード

解散後は大学に通い、2012年にKasabianの元メンバー、クリストファー・カルロフのプロジェクトBlack Onassisの『Brain』という曲にボーカル参加した。
また、キエラン・マホンとともにバンドType Two Errorを結成、4月14日にロンドン、BrixtonのパブGrosvnerでライブデビューを果たした。
- ダニエル・フィッシャー（Daniel Fisher）：ギター、ボーカル、ベース

脱退後は小説を書いていたが、2011年にRed Kiteというバンドを結成、ボーカルとギターを務めている。
- トム・ベラミー（Tom Bellamy）：ギター、ベース、シンセサイザー、キーボード、トランペット、プログラミング、サンプリング、メロディカ、ハーモニカ、パーカッション、トイピアノ、ボーカル

解散後はRhysmix名義でDJ活動を展開する傍ら、ラジオ局XFMのDJであるエディ・テンプル・モリスとともにバンドLosersを結成。ボーカル、ギター、シンセサイザー、DJを担当。2010年9月、Gung Ho Recordingsより、アルバム『Beautiful Losers』をリリース。またVeinsでプロデューサー、ギターを務めているほか、元Yourcodenameis:miloのギタリストJustin Lockeyが結成したバンドWhite Belt Yellow Tagでドラムスを務め、ツアーに参加している。2010年にはバンドPure Reason Revolutionのアルバム『Hammer and Evil』に曲を提供、プロデュースを行った。
- ジョン・ハーパー（Jon Harper）：ドラムス、パーカッション

解散後はCSS、IAMX等のサポート・ドラムを務めた。現在はブリストルの音楽学校でドラムを教えている。
- キエラン・マホン（Kieran Mahon）：キーボード、ピアノ、シンセサイザー、オルガン、ハモンドオルガン、ギター、ベース

解散後は大学で建築史を学び、修士号を獲得した。2012年4月14日、自身の32歳の誕生日に、ベネディクト・ゴートレーとType Two Errorでライブデビューを果たしている（ベースを担当）。

### 元メンバー
- ディズ・ハモンド（Didz Hammond）：、ベース、シンセサイザー、サンプリング、ヴォコーダー、ギター、ボーカル

2005年脱退。脱退と同時にThe Libertinesのカール・バラーが立ち上げたバンドDirty Pretty Thingsに加入。同バンド解散後は様々なミュージシャンとのセッションやDJ活動を行う傍ら、Suedeのマネジメント・スタッフを務めている。

## ディスコグラフィ

### アルバム
|   | 発売年 | タイトル                                         |
| - | ------ | ------------------------------------------------ |
| 1 | 2002年 | See This Through And Leave                       |
| 2 | 2003年 | Kick Up The Fire, And Let The Flames Break Loose |
| 3 | 2007年 | Make This Your Own                               |

### シングル・EP
| 発売年 | タイトル                      | 備考                                            |
| ------ | ----------------------------- | ----------------------------------------------- |
| 2000年 | Crayon Demos                  | プレスへ配布                                    |
| 2001年 | The Hardware EP               |                                                 |
| 2001年 | The Warfare EP                |                                                 |
| 2001年 | Let's Kill Music              |                                                 |
| 2002年 | Film-Maker/Been Training Dogs |                                                 |
| 2002年 | Who Needs Enemies?            |                                                 |
| 2002年 | A.I.M.                        | NMEによる希望者への無料配布 限定12,000枚        |
| 2003年 | Promises, Promises            |                                                 |
| 2003年 | Blind Pilots                  |                                                 |
| 2006年 | Damage                        | インターネットでの無料DL ライブ会場での限定販売 |
| 2006年 | Homo Sapiens                  |                                                 |
| 2007年 | Waiting Game                  |                                                 |
| 2007年 | Head EP                       |                                                 |

### 日本企画盤
| 発売年 | タイトル                         |
| ------ | -------------------------------- |
| 2001年 | The Hardware EP + The Warfare EP |
| 2001年 | Let's Kill Music                 |
| 2004年 | Promises, Promises EP            |
| 2004年 | Blind Pilots EP                  |
| 2006年 | Homo Sapiens EP                  |
| 2007年 | Waiting Game EP                  |

### その他
- The Apple Bootlegs （2003年）

2003年5月13日にグラスゴーのクイーン・マーガレット大学で行われたライブの音源(6曲)をアートワーク付きでオフィシャルサイトにて無料配布。